# Голвей Юнайтед
ФК «Голвей Юнайтед» (ірл. Cumann Peile Ghaillimh Aontaithe) — ірландський футбольний клуб з міста Голвей, заснований у 1937 році. Виступає у Прем'єр-лізі. Домашні матчі приймає на стадіоні «Ейман Дейсі Парк», потужністю 5 000 глядачів.